# ムーランルージュの青春
『ムーランルージュの青春』（むーらんるーじゅのせいしゅん）は、2011年9月17日に日本で公開された映画。ムーランルージュ新宿座生誕80周年を記念したドキュメンタリー作品である。

## ストーリー
昭和6年（1931年）から昭和26年（1951年）までの20年間、新宿で続いたレビューやエスプリの利いた芝居などを上演した大衆演劇の劇場「ムーランルージュ新宿座」を、それらに関わった人々のインタビューや再現舞台を通して描いた貴重な記録映画である。
森繁久彌や有島一郎、望月優子、千石規子、由利徹などを輩出したこの劇場の紹介とともに、戦後座長夫人だった三崎千恵子と旧劇団員との感動的な再会やムーランに対する気持ちの深さを描く。ムーランのトップアイドルであり、アイドルスターのハシリでもあった、当時90歳の明日待子へのインタビューも行われている。

## スタッフ
- 監督：田中じゅうこう
- 脚本：大隅充
- プロデューサー：千葉一彦、三輪敏雄、橋本啓一、田中知英
- 撮影：本吉修
- 音楽：仙石幸太郎

## 出演
- 明日待子
- 中村公彦
- 小柳ナナ子
- 三崎千恵子
- 野末陳平
- 中島孝
- 楠トシエ
- 築地容子
- 森川時久
- 大空千尋
- 本庄彗一郎
- 藤枝利民
- 小峰葉子
- 宮里明見
- 奈良典子
- 小澤公平
- ラサール石井